# ويليام إي. والاس
ويليام إي. والاس (بالإنجليزية: William E. Wallace)‏ هو عالم الكيمياء الفيزيائية ‏ أمريكي، ولد في 1917 في فايت في الولايات المتحدة، وتوفي في 28 أكتوبر 2004 في هاريسبرج في الولايات المتحدة.